# 凱蒂·特爾福德
凱蒂·特爾福德（英語：Katie Telford，1978年—）是加拿大政治人物，目前擔任加拿大總理賈斯汀·杜魯多的總理辦公室主任。在2015年加拿大聯邦大選期間，凱蒂·特爾福德擔任賈斯汀·杜魯多的競選顧問。在傑拉爾德·巴茨辭職後，特爾福德擔任加拿大總理辦公室主任至今。